# Simon Dawkins
Simon Jonathan Dawkins (ur. 1 grudnia 1987 w Edgware) – jamajski piłkarz grający na pozycji lewego pomocnika. Od 2016 jest zawodnikiem klubu San Jose Earthquakes.

## Kariera klubowa
Swoją karierę piłkarską Dawkins rozpoczął w 2004 roku w zespole Tottenham Hotspur. W 2008 roku został wypożyczony do grającego w Football League One, Leyton Orient. Zadebiutował w nim 16 sierpnia 2008 w przegranym 0:3 wyjazdowym meczu z Peterborough United. W Leyton Orient występował przez sezon. W 2009 roku wrócił do Tottenhamu, ale przez dwa lata nie zaliczył w nim debiutu w Premier League.
W 2011 Dawkins został wypożyczony do amerykańskiego San Jose Earthquakes. W Major League Soccer zadebiutował 20 marca 2011 w przegranym 0:1 domowym meczu z zespołem Real Salt Lake. W San Jose Earthquakes spędził dwa sezony.
W 2013 roku Dawkinsa wypożyczono do Aston Villi. Swój debiut w tym klubie zaliczył 10 lutego 2013 w zwycięskim 2:1 domowym meczu z West Ham United, gdy w 64. minucie zmienił Andreasa Weimanna. W Aston Villi grał przez pół roku i wystąpił w niej czterokrotnie w Premier League.
Latem 2013 roku Dawkins ponownie trafił na wypożyczenie, tym razem do grającego w Football League Championship, Derby County. Swój debiut w Derby zanotował 19 października 2013 w wygranym 3:2 wyjazdowym meczu z Watfordem. W styczniu 2014 podpisał z Derby stały kontrakt. W 2016 ponownie trafił do San Jose Earthquakes.
| Sezon   | Klub                 | Kraj              | Rozgrywki      | Mecze | Gole |
| ------- | -------------------- | ----------------- | -------------- | ----- | ---- |
| 2008/09 | Leyton Orient        | Anglia            | League One     | 11    | 0    |
| 2009/10 | Tottenham Hotspur    | Anglia            | Premier League | 0     | 0    |
| 2010/11 | Tottenham Hotspur    | Anglia            | Premier League | 0     | 0    |
| 2011    | San Jose Earthquakes | Stany Zjednoczone | MLS            | 26    | 6    |
| 2012    | San Jose Earthquakes | Stany Zjednoczone | MLS            | 27    | 8    |
| 2012/13 | Aston Villa          | Anglia            | Premier League | 4     | 0    |
| 2013/14 | Derby County         | Anglia            | Championship   | 26    | 4    |
| 2014/15 | Derby County         | Anglia            | Championship   | 34    | 3    |
| 2015/16 | Derby County         | Anglia            | Championship   | 0     | 0    |
| 2016    | San Jose Earthquakes | Stany Zjednoczone | MLS            |       |      |

## Kariera reprezentacyjna
W reprezentacji Jamajki Dawkins zadebiutował 26 maja 2014 roku w przegranym 1:2 towarzyskim meczu z Serbią, rozegranym w Harrison. W tym samym roku zdobył z Jamajką Puchar Karaibów.
W 2015 roku Dawkins został powołany do kadry Jamajki na Copa América 2015. Na tym turnieju rozegrał trzy mecze: z Urugwajem (0:1), z Paragwajem (0:1) i z Argentyną (0:1). W tym samym roku był w kadrze Jamajki na Złoty Puchar CONCACAF 2015. Na tym turnieju zagrał w pięciu meczach: z Kostaryką (2:2), z Kanadą (1:0), w ćwierćfinale z Haiti (1:0), w półfinale ze Stanami Zjednoczonymi (2:1) i w finale z Meksykiem (1:3). Z Jamajką zajął 2. miejsce w tym turnieju.